# Cenzura wojskowa

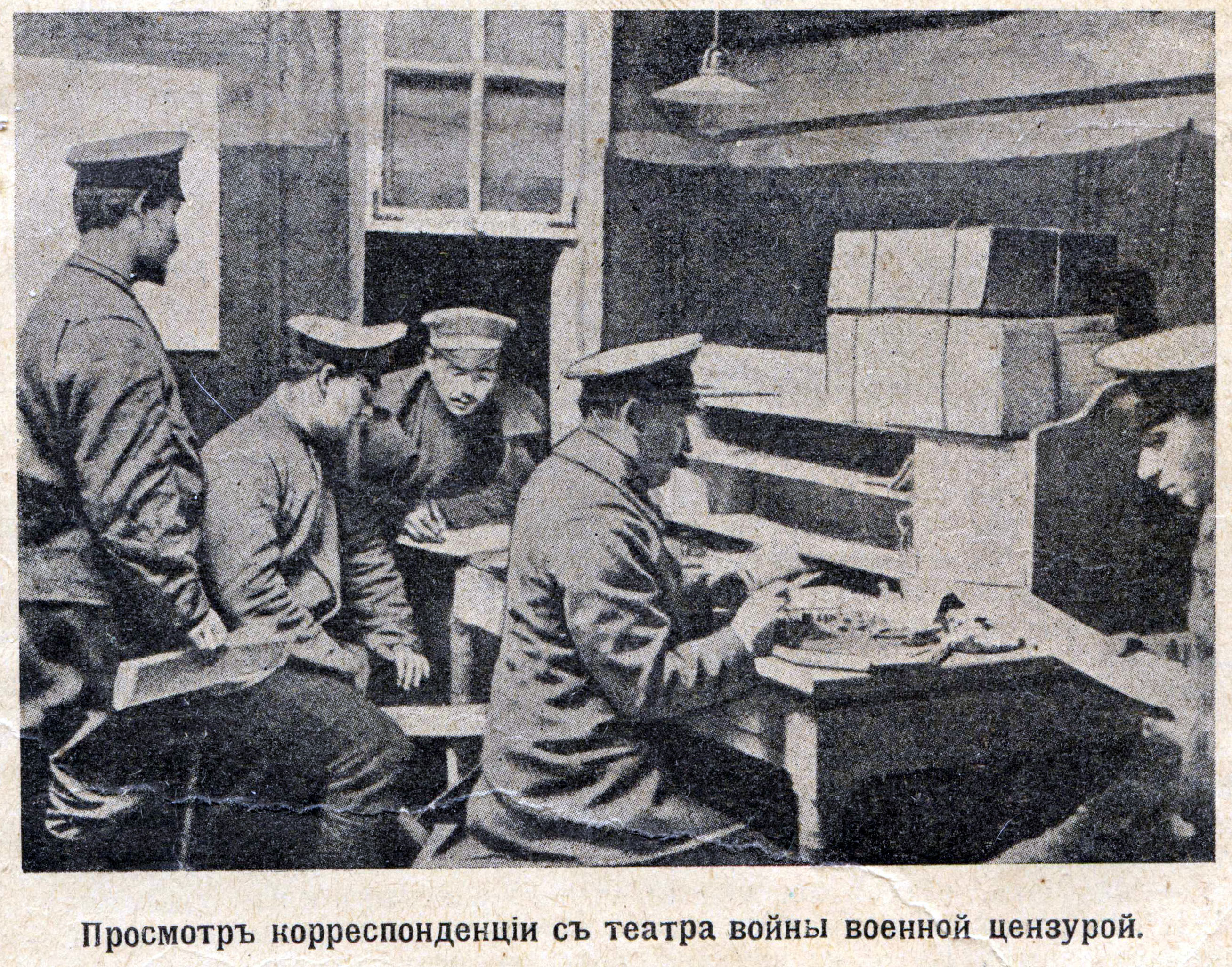
„Badanie korespondencji z teatru działań wojennych przez cenzorów wojskowych”. Imperium Rosyjskie. Ilustracja z czasopisma „Priroda i liudi” (ilustrowanego czasopisma nauki, sztuki i literatury), nr 30, 28 maja 1915 r.

Cenzura wojskowa (łac. censere ’osądzać’, ‘militum’ wojsko, armia) – kontrola publikacji, widowisk, audycji radiowych, telewizyjnych oraz całych wydawnictw, poprzez prowadzenie weryfikacji. Dokonywana jest przez wyspecjalizowane organy wojskowe. Ma to na celu niedopuszczenie do ujawnienia wiadomości stanowiących tajemnicę bądź zapobieżenie ich rozpowszechnieniu.

## Historia cenzury wojskowej w Polsce Ludowej
W „Polsce Ludowej” funkcjonowało równolegle kilka instytucji zajmujących się cenzurą. Obok Głównego Urzędu Kontroli Prasy Publikacji i Widowisk istniał Wydział Cenzury, później Główny Urząd Cenzury ulokowany w strukturach MBP później MSW, który zajmował się kontrolą korespondencji. Najstarszą ze służb była jednak cenzura wojskowa, której powstanie ściśle związane było z formowaniem w ZSRR komunistycznego Wojska Polskiego na czele z gen. Zygmuntem Berlingiem.
24 czerwca 1944 r. dowódca 1 Armii WP gen. Zygmunt Berling wydał rozkaz o organizacji cenzury prasy. Zgodnie z zapisami tego rozkazu, cenzorzy wojskowi poszczególnych dywizji wyznaczani byli spośród oficerów sztabu dywizji i w porozumieniu z cenzorem wojennym armii. Funkcję cenzora 1. Armii pełnił początkowo mjr Roman Jarzębkiewicz (Jarząbkiewicz).
20 sierpnia 1944 r. rozkazem nr 8 Naczelnego Dowódcy WP – Michała Roli-Żymierskiego, powołano Sztab Główny WP. Zgodnie z tą dyrektywą, do 15 września 1944 r. miało powstać w Lublinie kierownictwo i sekretariat Sztabu Głównego, w którym znalazł się także etat „głównego cenzora wojskowego”. Funkcję tę pełnił początkowo, oddelegowany do WP, oficer sowieckiego GRU – mjr/ppłk Anatol (Anatolij) Bogatyrow
30 listopada 1944 r. został wydany przez Naczelnego Dowódcę WP rozkaz organizacyjny nr 78/org., który polecał cenzorowi Sztabu Głównego utworzenie Oddziału Cenzury Wojskowej (OCW) przy Sztabie Głównym Naczelnego Dowództwa WP. Szefem OCW mianowano sowieckiego oficera GRU oddelegowanego do Wojska Polskiego – ppłk. Sergiusza (Sergieja) Orżewskiego.
W grudniu 1945 r. dowódcą OCW został – ppłk Anatol Bogatyrow, funkcję zastępcy szefa OCW powierzono, natomiast, ppłk. Romanowi Jarzębkiewiczowi. W składzie OCW znaleźli się ponadto: por. Lucjan Haine (Heine) – cenzor gazety „Robotnik”, kpt. Arkadiusz Proniński – cenzor „Rzeczpospolitej”, por. Aleksander Ostrowski – cenzor „Tygodnika Lubelskiego”, por. Bolesław Kunach – cenzor w Rzeszowie i Tarnowie („Gazeta Rzeszowska”), por. Euzebiusz Zwoliński – cenzor w Chełmie i Siedlcach („Ziemia Chełmska”), por. Stefan Żółtowski – cenzor w Przemyślu, kpt. Jerzy Kuczewski – cenzor w Sandomierzu („Wolna Polska”), por. Feliks Jurczyński – cenzor na Pradze („Życie Warszawy”) oraz kpt. Stanisław Okupniak – cenzor Polpressu, a ponadto sierż. Feliks Jurczyński – adiutant oraz Zofia Maj – kancelistka.
Po powstaniu Głównego Urzędu Kontroli Prasy Publikacji i Widowisk część cenzorów wojskowych została przeniesiona do tej instytucji. Na przełomie lat  40. i 50.  XX w. podległość oraz zakres obowiązków OCW ulegał wielokrotnym zmianom. Ostatecznie w 1951 r. sformowano Wydział Cenzury Wojskowej Sztabu Generalnego WP. Począwszy od  13 września 1949 r., rozkazem Ministra Obrony Narodowej, cenzurze wojskowej podlegał także tzw. Wydział Wojskowy GUKPPiW (później przemianowany na Samodzielny Wydział Wojskowy GUKPPiW). Do zadań pracowników Wydziału Wojskowego GUKPPiW, należało: opracowywanie instrukcji cenzorskich, przeglądów ingerencji cenzorskich, a także nadzór i szkolenie kadr cenzorski GUKPPiW w dziedzinie ochrony tajemnicy państwowej. Począwszy od lat 60. XX w. cenzorzy wojskowi odpowiadali za redakcję  „Instrukcji o zachowaniu tajemnicy państwowej i służbowej w publikacjach jawnych”, która obok „Książki zapisów i zaleceń cenzorskich” była najważniejszym dokumentem w pracy komunistycznych cenzorów.